# Aureliano de Beruete
Aureliano de Beruete est un peintre paysagiste espagnol, né à Madrid en 1845 et mort dans la même ville en 1912.

## Biographie
Issu d'une famille aisée (son père était sénateur), il étudie le Droit à l'Université de Madrid, est élu député en 1871 et se prononce en faveur de la Première République en 1873. Il abandonne finalement la politique et s'inscrit en 1874 à l'Académie royale des beaux-arts Saint-Ferdinand. Son professeur Carlos de Haes, introducteur du paysage réaliste en Espagne, lui donne le goût de la peinture de plein-air en Castille, et Beruete participe aux Expositions nationales des beaux-arts à partir de 1878.

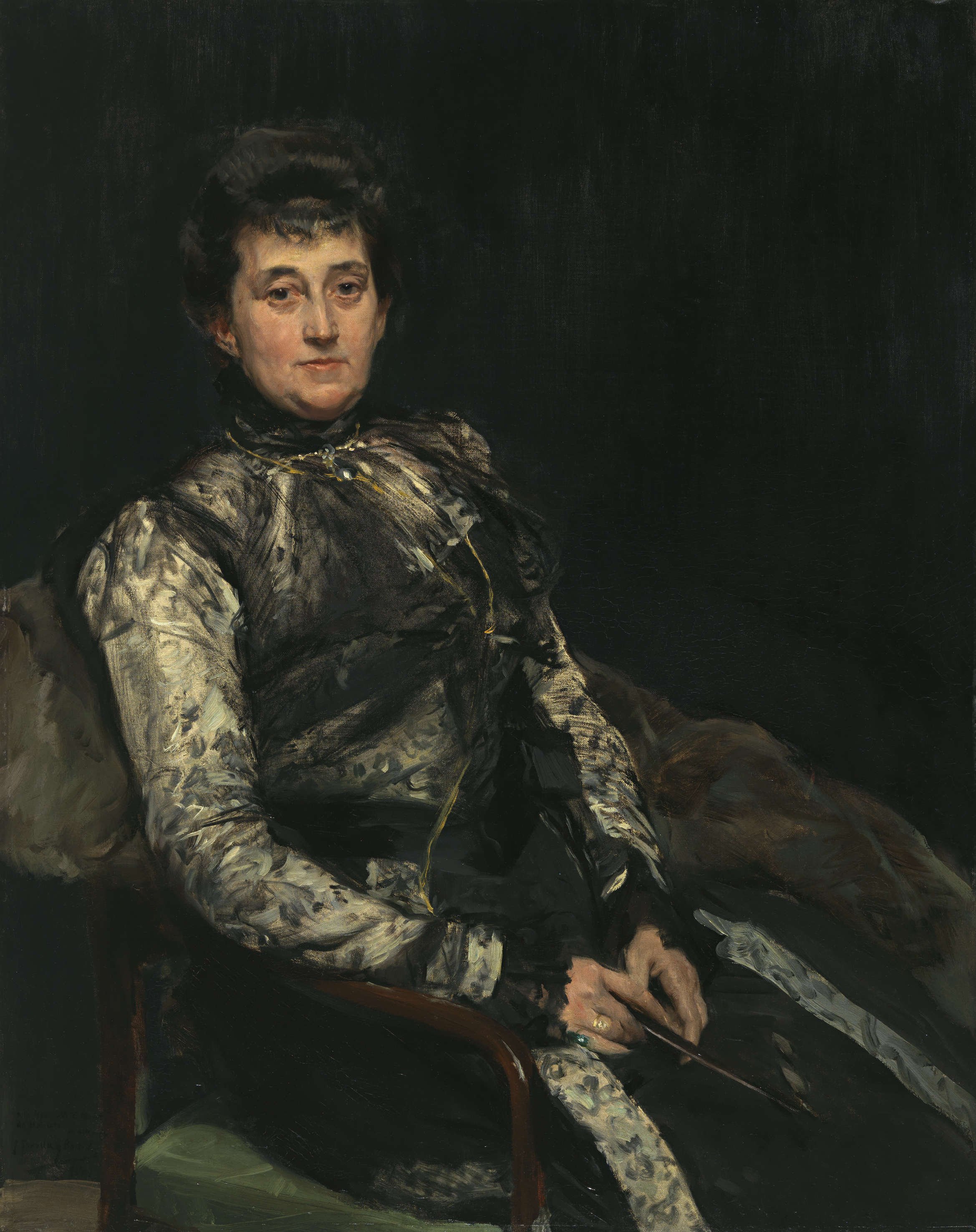
María Teresa Moret sa femme, 1901
Joaquin Sorolla
Musée du Prado, Madrid

Souscrivant aux idées des régénérationnistes, il fréquente l'Athénée de Madrid, soutient la fondation de l'Institution libre d'enseignement et cherche à renouveler l'identité nationale : c'est dans les paysages austères de Castille qu'il reconnaît l'authentique essence de son pays. Son œuvre suscite l'adhésion de la Génération de 98 et trouve un écho littéraire dans les poèmes d'Antonio Machado (Champs de Castille, 1912).
Collectionneur et critique d'art, il publie une monographie capitale sur Diego Velázquez et participe à la muséographie du Musée du Prado. Son ami Joaquín Sorolla réalise son portrait en 1902. Il décède à l'hiver 1912 d'une angine de poitrine.

## Œuvre
Se rendant à Paris avec Martín Rico, il découvre l'école de Barbizon et l'impressionnisme ; son pinceau en est libéré et il dépasse l'enseignement de Haes. Ses sobres vues de la Meseta (environs de Madrid, Tolède, Cuenca) et de la Sierra de Guadarrama sont des symphonies de bleus, gris, ocres et verts éliminées de tout folklore, en quête de l'essentiel : l'austère beauté du paysage castillan. Le Musée du Prado conserve 29 de ses paysages. En France, on peut voir ses œuvres aux musées de Lyon, Bayonne, Pau, Castres.

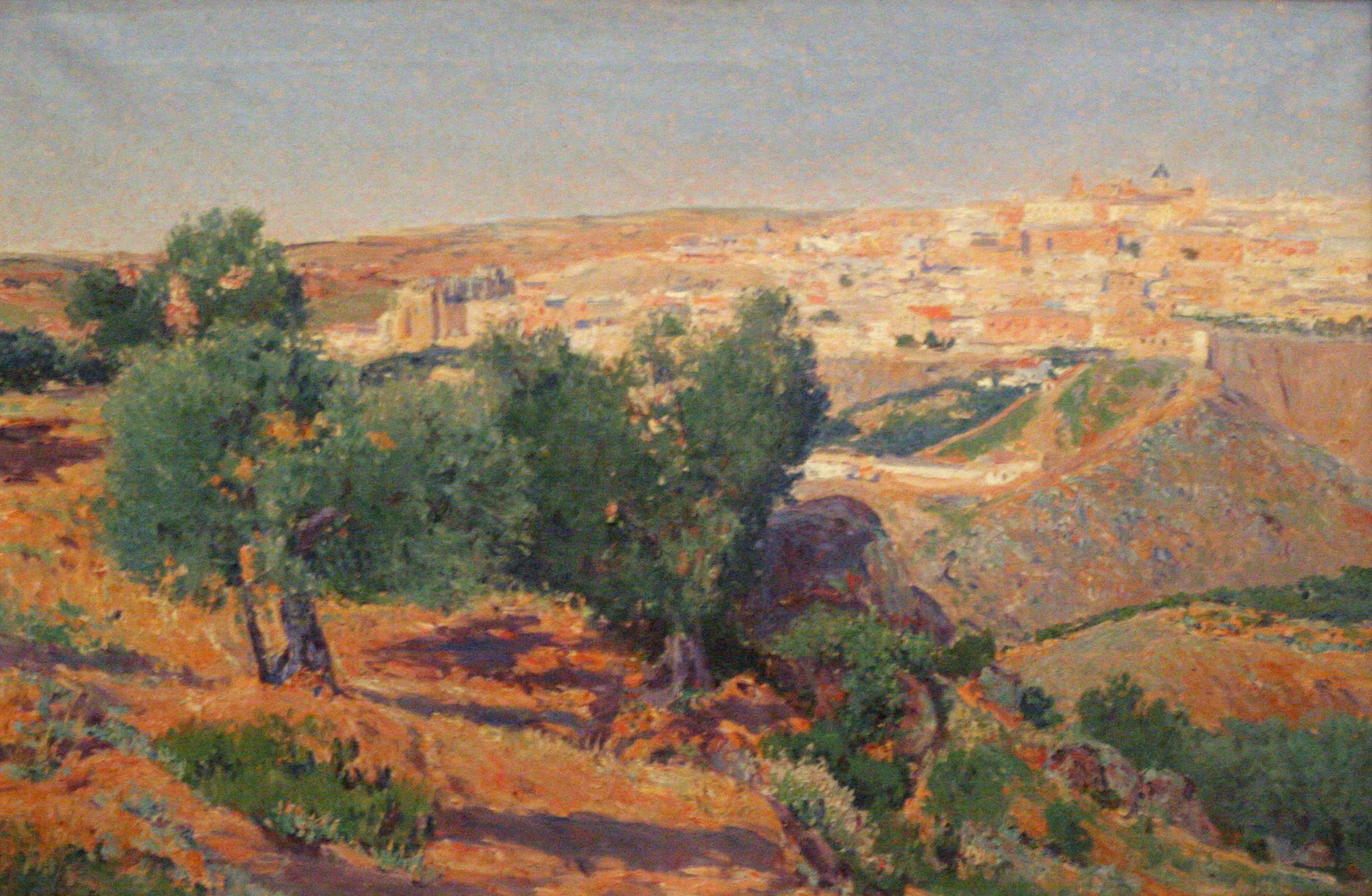
1909 Vue de Tolède depuis la Vega Baja (Musée Santa Cruz de Tolède)
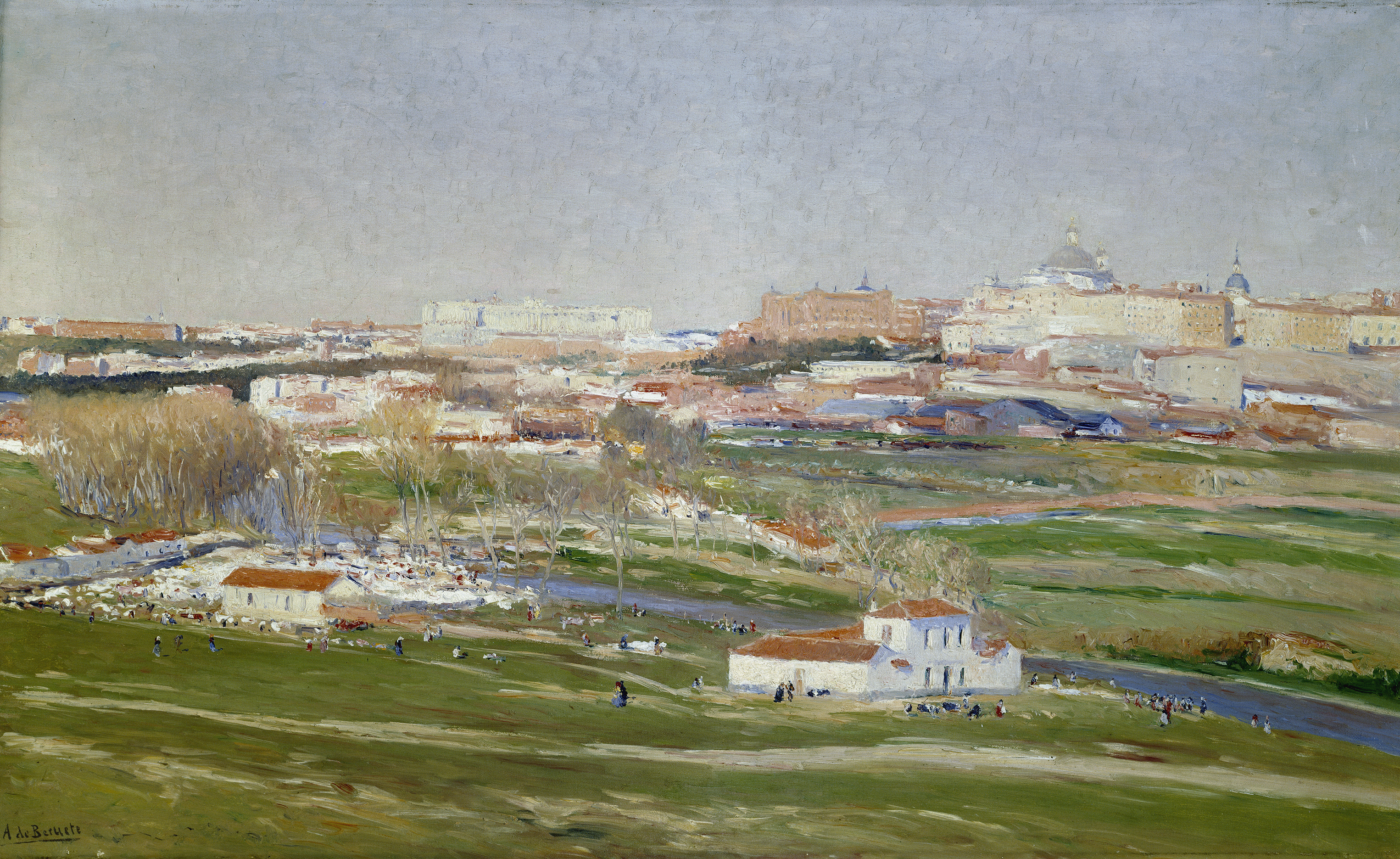
1909 La Prairie de Saint-Isidore (Musée du Prado)
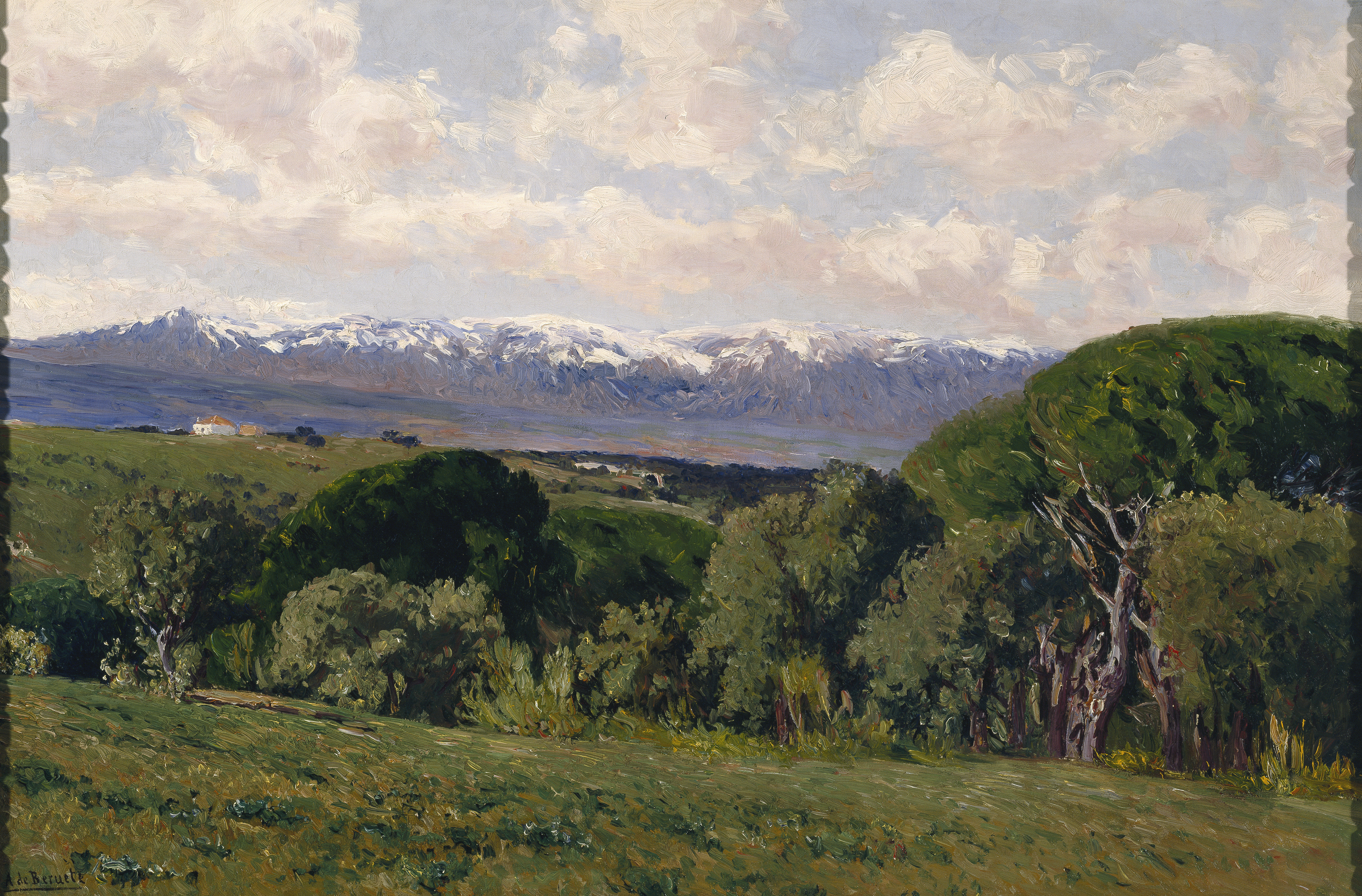
1910 Vue du Guadarrama depuis le Plantío de los Infantes (Musée du Prado)

## Postérité

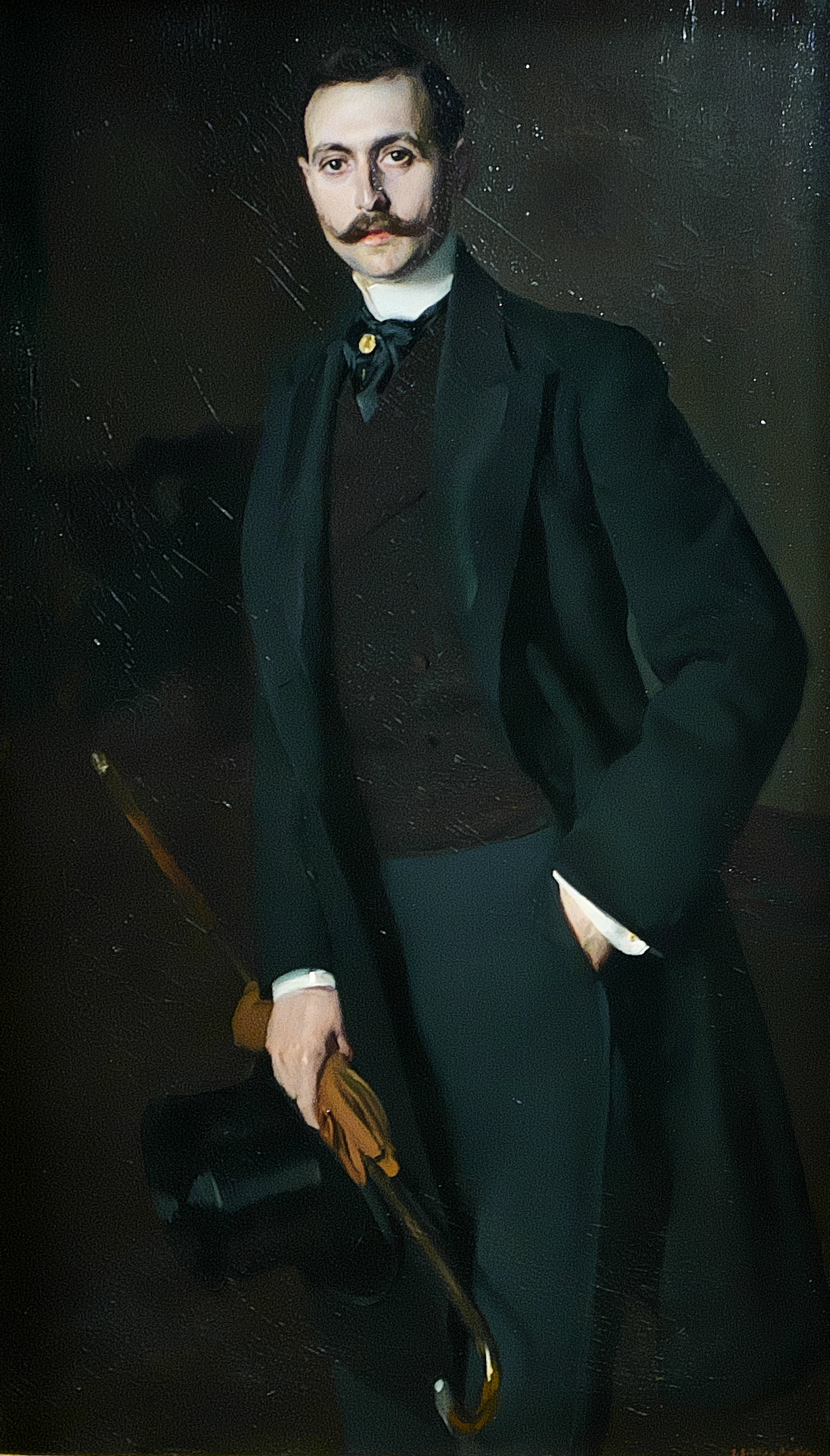
Aureliano de Beruete y Moret, fils, 1902
Joaquín Sorolla
Musée du Prado, Madrid

Son fils Aureliano de Beruete Moret y Moret, fin connaisseur de peinture et éminent historien deviendra directeur du musée du Prado qui conserve la meilleure collection iconographique familiale espagnole de l'époque, dans son intégralité.